# Glasgow North Eastern Cup
La Glasgow North Eastern Cup è un'antica competizione calcistica scozzese, tenutasi dal 1881 al 1894, organizzata dalla North Eastern Football Association a Glasgow. Ad essa prendevano parte i club dell'area Est e Nord della città. Nell'albo d'oro del torneo figurano due successi del Celtic Football Club, nel 1889 e 1890. Questi trionfi rappresentano i primi in assoluto nella storia del club biancoverde.

## Albo d'oro
| Anno    | Vincitori  |
| ------- | ---------- |
| 1881-82 | Petershill |
| 1882-83 | Cowlairs   |
| 1883-84 | Cowlairs   |
| 1884-85 | Northern   |
| 1885-86 | Cowlairs   |
| 1886-87 | Cowlairs   |
| 1887-88 | Cowlairs   |
| 1888-89 | Celtic     |
| 1889-90 | Celtic     |
| 1890-91 | Clyde      |
| 1891-92 | Northern   |
| 1892-93 | Clyde      |
| 1893-94 | Clyde      |
| 1894-95 | Clyde      |